# Miguel Covarrubias (Künstler)

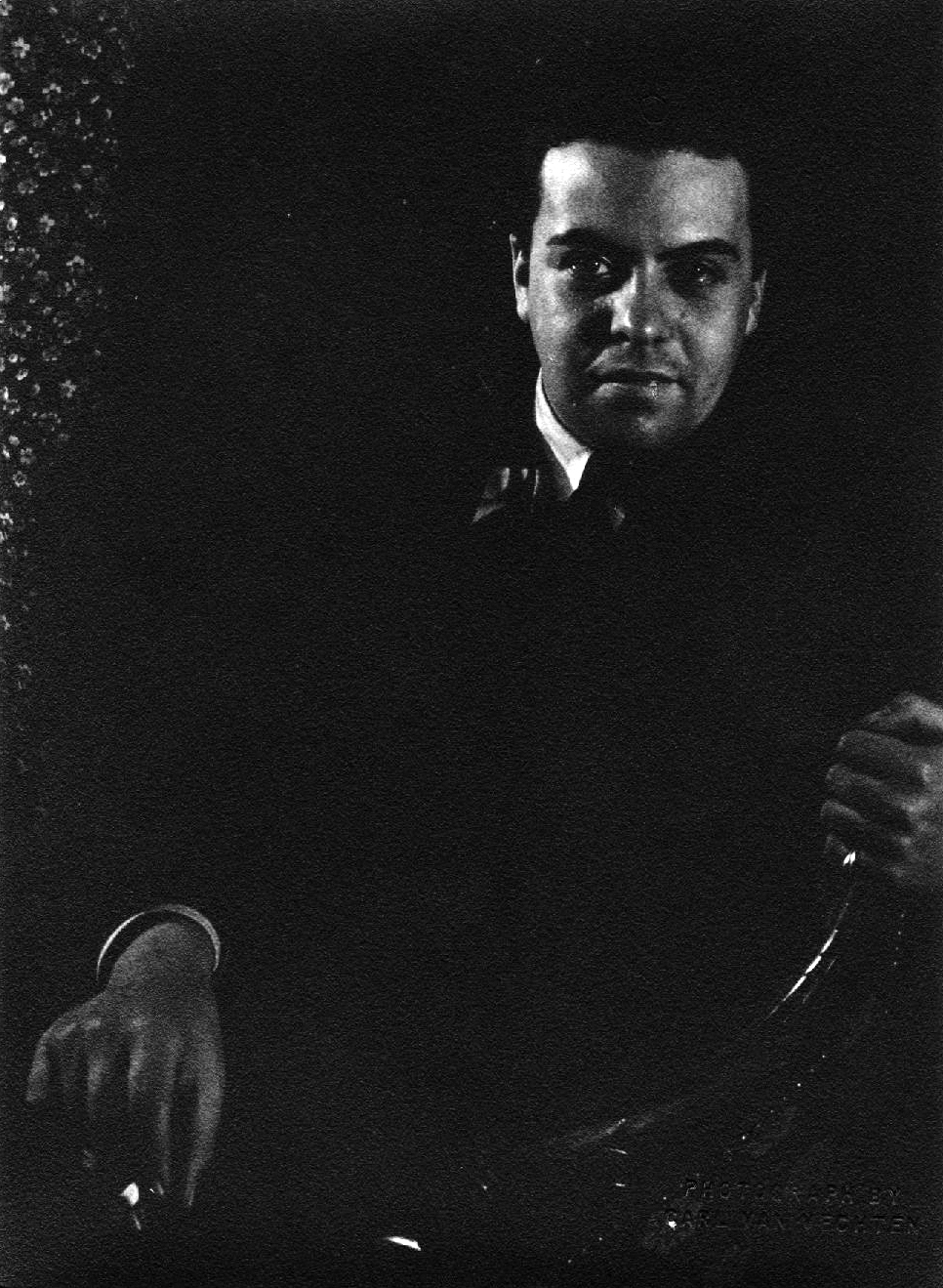
Miguel Covarrubias (1932); Foto von Carl Van Vechten

José Miguel Covarrubias Duclaud (* 22. November 1904 in Mexiko-Stadt; † 4. Februar 1957 ebenda), auch genannt „El Chamaco“ (span. für „Der Junge“), war ein mexikanischer Maler, Karikaturist, Ethnologe und Kunsthistoriker.

## Leben
Miguel Covarrubias absolvierte die Escuela Nacional Preparatoria und entschied sich, zu malen und zu karikieren. Seine Karikaturen entstanden anfangs in den Theatern und Cafés der Stadt. Zu dieser Zeit bekam er von seinem Freund, dem Bildhauer Ernesto Hidalgo, den Spitznamen „Chamaco Covarrubias“ verliehen. 1920 veröffentlichte er seine erste Tintenkarikatur anlässlich einer Kritik zu Montenegros erster Ausstellung. Im Rahmen des Kunstprogramms von Adolfo Best Maugard illustrierte er mit am Zeichenhandbuch, das dann 1923 vom Secretaría de Educación Pública an die Grundschüler verteilt wurde.
Um 1923/1924 ging er nach New York City, wo er für mehrere Zeitschriften karikierte, darunter namhafte Magazine wie beispielsweise auch die Vanity Fair, für die er bis 1936 arbeitete. Hier heiratete er auch die Broadway-Tänzerin Rosa Roland Cowan, die er durch seinen Freund, den Fotografen Nickolas Muray, kennengelernt hatte. 1932 begleitete sie ihn auf seiner Studienreise durch Südostasien, Afrika und Europa, die ihm ein Guggenheim-Stipendium ermöglicht hatte. Im gleichen Jahr gingen die beiden nach Mexiko-Stadt, wo Covarrubias an der Nationalen Schule für Anthropologie und Geschichte der Universidad Nacional Autónoma de México (UNAM) das Fach Ethnologie unterrichtete. Dabei vertrat er u. a. diffusionistische Positionen und verwies auf die Ähnlichkeiten alt-mittelamerikanischer Kunst mit asiatischen Formen.
In seinen Essays über die Kunst und Kultur der Olmeken vertrat er früh die These eines finalen Kulturkampfes zwischen der „Mutterkultur“ und der Maya-Kultur. Eine tiefe Freundschaft verband ihn mit dem österreichisch-mexikanischen Surrealisten Wolfgang Paalen, der seine Thesen aufgriff und weiterentwickelte. Covarrubias publizierte in Paalens Kunstmagazin DYN. Später wurde er Direktor der Tanzschule am Instituto Nacional de Bellas Artes.

## Ausstellungen
- 2014/2015: Miguel Covarrubias: Drawing a Cosmopolitan Line. Georgia O’Keeffe Museum, Santa Fe, USA.

## Bibliografie
- The Prince of Wales and Other Famous Americans, New York City (1935).
- The Bali Island, New York (1937), Neuauflage: Periplus Editions, Hong Kong, ohne Jahr ISBN 962-593-060-4.
- México South, New York (1946).
- The Eagle and the Serpent, New York (1954).
- Indian Art of Mexicano and Central America, New York (1957).
- Ausstellungskatalog: Carolyn Kastner: Miguel Covarrubias: Drawing a Cosmopolitan Line, University of Texas Press, 2014.